# Skjåk
Skjåk este o comună din provincia Innlandet, Norvegia.
Se află la o altitudine de 600 m deasupra nivelului mării. Are o suprafață de 2.075,52 km². Populația este de 2.147 locuitori, determinată în 1 ianuarie 2023, prin Folkeregisteret[*].